# Vollenhovia modiglianii
Vollenhovia modiglianii é uma espécie de formiga do gênero Vollenhovia, pertencente à subfamília Myrmicinae.